# Asterina guaranitica
Asterina guaranitica är en svampart som beskrevs av Speg. 1888. Asterina guaranitica ingår i släktet Asterina och familjen Asterinaceae.   Inga underarter finns listade i Catalogue of Life.